# Tejido blando

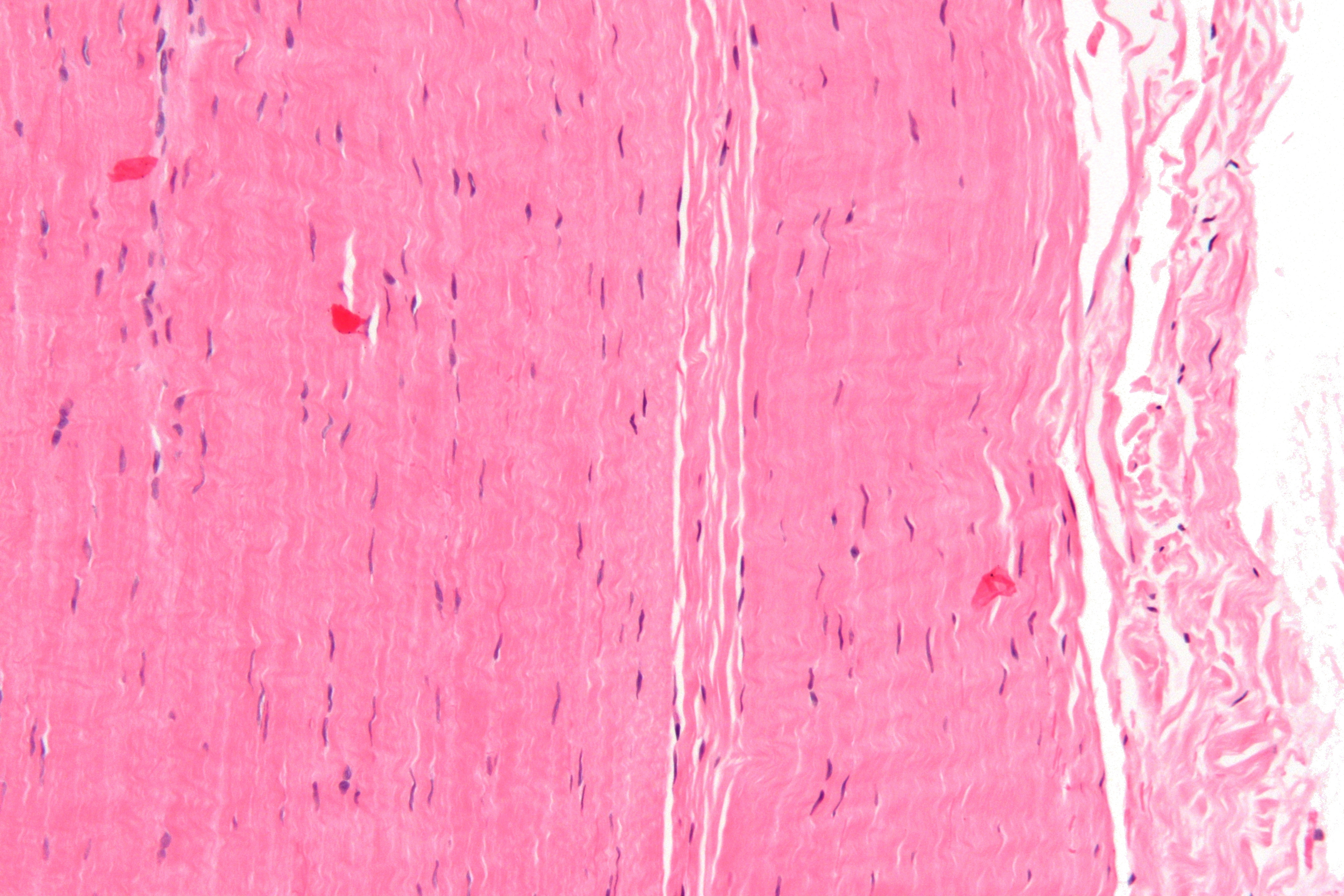
Micrografía de un tendón. Tinción H&E.

El tejido blando es todo el tejido del cuerpo que no se encuentra endurecido por los procesos de osificación o calcificación, como los huesos y los dientes. Los tejidos blandos conectan, rodean o sostienen los órganos internos y los huesos, e incluyen músculos, tendones, ligamentos, grasa, tejido fibroso, piel, vasos linfáticos y sanguíneos, fascias y membranas sinoviales.
A veces se define por lo que no es, como "mesénquima no epitelial, extraesquelético, exclusivo del sistema reticuloendotelial y la glía".

## Composición
Las sustancias características de la matriz extracelular de los tejidos blandos son el colágeno, la elastina y la sustancia fundamental. Normalmente, el tejido blando está muy hidratado debido a la sustancia fundamental. Los fibroblastos son la célula más común responsable de la producción de las fibras de los tejidos blandos y de la sustancia fundamental. Algunas variaciones de los fibroblastos, como los condroblastos, también pueden producir estas sustancias.

## Características mecánicas
A pequeñas tensiones, la elastina confiere rigidez al tejido y almacena la mayor parte de la energía de la tensión. Las fibras de colágeno son comparativamente inextensibles y suelen estar sueltas (onduladas, rizadas). Al aumentar la deformación del tejido, el colágeno se estira gradualmente en la dirección de la deformación. Cuando están tensas, estas fibras producen un fuerte crecimiento en la rigidez del tejido. El comportamiento del compuesto es análogo al de una media de nailon, cuya banda elástica hace el papel de la elastina mientras el nailon hace el papel del colágeno. En los tejidos blandos, el colágeno limita la deformación y protege los tejidos de las lesiones.
Los tejidos blandos humanos son muy deformables y sus propiedades mecánicas varían considerablemente de una persona a otra. Los resultados de las pruebas de impacto mostraron que la rigidez y la resistencia a la amortiguación del tejido de un sujeto de prueba están correlacionadas con la masa, la velocidad y el tamaño del objeto que impacta. Estas propiedades pueden ser útiles para la investigación forense cuando se inducen contusiones. Cuando un objeto sólido impacta contra un tejido blando humano, la energía del impacto será absorbida por los tejidos para reducir el efecto del impacto o el nivel de dolor; los sujetos con más grosor de tejido blando tendían a absorber los impactos con menos aversión.

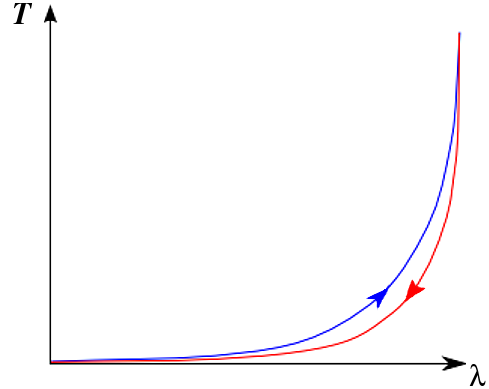
Gráfico de la tensión lagrangiana (T) frente a la relación de estiramiento (λ) de un tejido blando preacondicionado.

Los tejidos blandos tienen el potencial de sufrir grandes deformaciones y aún volver a la configuración inicial cuando están descargados, es decir, son materiales hiperelásticos y su curva de tensión-deformación no es lineal. Los tejidos blandos también son viscoelásticos, incompresibles y generalmente anisotrópicos. Algunas propiedades viscoelásticas observables en los tejidos blandos son: relajación, fluencia e histéresis. Para describir la respuesta mecánica de los tejidos blandos, se han utilizado varios métodos. Estos métodos incluyen: modelos macroscópicos hiperelásticos basados en la energía de deformación, ajustes matemáticos donde se utilizan ecuaciones constitutivas no lineales y modelos basados en la estructura donde la respuesta de un material elástico lineal se modifica por sus características geométricas.

### Pseudoelasticidad
Aunque los tejidos blandos tienen propiedades viscoelásticas, es decir, la tensión como función de la velocidad de deformación, puede aproximarse mediante un modelo hiperelástico después de una condición previa a un patrón de carga. Después de algunos ciclos de carga y descarga del material, la respuesta mecánica se vuelve independiente de la tasa de deformación.
{\displaystyle \mathbf {S} =\mathbf {S} (\mathbf {E} ,{\dot {\mathbf {E} }})\quad \rightarrow \quad \mathbf {S} =\mathbf {S} (\mathbf {E} )}
A pesar de la independencia de la velocidad de deformación, los tejidos blandos preacondicionados todavía presentan histéresis, por lo que la respuesta mecánica se puede modelar como hiperelástica con diferentes constantes de material en la carga y descarga. Mediante este método, se utiliza la teoría de la elasticidad para modelar un material inelástico. Fung ha llamado a este modelo como pseudoelástico para señalar que el material no es verdaderamente elástico.

### Tensión residual
En el estado fisiológico, los tejidos blandos suelen presentar una tensión residual que puede liberarse cuando se extirpa el tejido. Los fisiólogos e histólogos deben ser conscientes de este hecho para evitar errores al analizar los tejidos extirpados. Esta retracción suele causar un artefacto visual.

### Material elástico de Fung
Fung desarrolló una ecuación constitutiva para tejidos blandos preacondicionados que es
{\displaystyle W={\frac {1}{2}}\left[q+c\left(e^{Q}-1\right)\right]}
con
{\displaystyle q=a_{ijkl}E_{ij}E_{kl}\qquad Q=b_{ijkl}E_{ij}E_{kl}}
formas cuadráticas de las cepas de Green-Lagrange {\displaystyle E_{ij}} y {\displaystyle a_{ijkl}}, {\displaystyle b_{ijkl}} y {\displaystyle c} materiales constantes. {\displaystyle W} es la función de energía de deformación por unidad de volumen, que es la energía de deformación mecánica para una temperatura determinada.

#### Simplificación isotrópica
El modelo de Fung, simplificado con hipótesis isotrópicas (mismas propiedades mecánicas en todas las direcciones). Esto escrito con respecto a los tramos principales ({\displaystyle \lambda _{i}}):
{\displaystyle W={\frac {1}{2}}\left[a(\lambda _{1}^{2}+\lambda _{2}^{2}+\lambda _{3}^{2}-3)+b\left(e^{c(\lambda _{1}^{2}+\lambda _{2}^{2}+\lambda _{3}^{2}-3)}-1\right)\right]} ,
donde a, b, y c son constantes.

#### Simplificación para deformaciones pequeñas y grandes
Para deformaciones pequeñas, el término exponencial es muy pequeño, por lo que es insignificante.
{\displaystyle W={\frac {1}{2}}a_{ijkl}E_{ij}E_{kl}}
Por otro lado, el término lineal es insignificante cuando el análisis se basa solo en grandes deformaciones.
{\displaystyle W={\frac {1}{2}}c\left(e^{b_{ijkl}E_{ij}E_{kl}}-1\right)}

### Material elástico Gent
{\displaystyle W=-{\frac {\mu J_{m}}{2}}\ln \left(1-\left({\frac {\lambda _{1}^{2}+\lambda _{2}^{2}+\lambda _{3}^{2}-3}{J_{m}}}\right)\right)}
donde {\displaystyle \mu >0} es el módulo de corte para deformaciones infinitesimales y {\displaystyle J_{m}>0} es un parámetro de rigidez, asociado con la cadena limitante extensibilidad. Este modelo constitutivo no se puede estirar en tensión uniaxial más allá de un estiramiento máximo {\displaystyle J_{m}}, que es la raíz positiva de
{\displaystyle \lambda _{m}^{2}+2\lambda _{m}-J_{m}-3=0}

## Remodelación y crecimiento
Los tejidos blandos tienen el potencial de crecer y remodelarse reaccionando a cambios químicos y mecánicos a largo plazo. El ritmo de producción de tropocolágeno por parte de los fibroblastos es proporcional a estos estímulos. Enfermedades, lesiones y cambios en el nivel de carga mecánica pueden inducir remodelación. Un ejemplo de este fenómeno es el engrosamiento de las manos de los agricultores. La remodelación de los tejidos conectivos es bien conocida en los huesos por la ley de Wolff (remodelación ósea). La mecanobiología es la ciencia que estudia la relación entre el estrés y el crecimiento a nivel celular.
El crecimiento y la remodelación tienen un papel importante en la causa de algunas enfermedades comunes de los tejidos blandos, como la estenosis arterial y los aneurismas y cualquier fibrosis de los tejidos blandos. Otro ejemplo de remodelación tisular es el engrosamiento del músculo cardíaco en respuesta al aumento de la presión sanguínea detectado por la pared arterial.

## Técnicas de imagen
Hay ciertas cuestiones que deben tenerse en cuenta al elegir una técnica de imagen para visualizar los componentes de la matriz extracelular (ECM) de tejido blando. La precisión del análisis de la imagen depende de las propiedades y la calidad de los datos sin procesar y, por lo tanto, la elección de la técnica de imagen debe basarse en cuestiones como:
1. Tener una resolución óptima para los componentes de interés;
2. Lograr un alto contraste de esos componentes;
3. Manteniendo bajo el recuento de artefactos;
4. Tener la opción de adquisición de datos de volumen;
5. Mantener el volumen de datos bajo;
6. Establecer una configuración fácil y reproducible para el análisis de tejidos.

Las fibras de colágeno tienen aproximadamente 1-2 μm de espesor. Por tanto, la resolución de la técnica de imagen debe ser de aproximadamente 0,5 μm. Algunas técnicas permiten la adquisición directa de datos de volumen, mientras que otras necesitan el corte de la muestra. En ambos casos, el volumen que se extrae debe poder seguir los haces de fibras a través del volumen. El alto contraste facilita la segmentación, especialmente cuando hay información de color disponible. Además, también debe abordarse la necesidad de fijación. Se ha demostrado que la fijación de los tejidos blandos en formalina provoca el encogimiento, alterando la estructura del tejido original. Algunos valores típicos de contracción para diferentes fijaciones son: formalina (5% - 10%), alcohol (10%), bouin (<5%).
Métodos de imagen utilizados en la visualización ECM y sus propiedades.
|                              | Luz de Transmisión | Confocal                         | Fluorescencia de Excitación de Fotones Múltiples | Segunda Generación Armónica | Tomografía de coherencia óptica |
| Resolución                   | 0.25 μm            | Axial: 0.25-0.5 μm Lateral: 1 μm | Axial: 0.5 μm Lateral: 1 μm                      | Axial: 0.5 μm Lateral: 1 μm | Axial: 3-15 μm Lateral: 1-15 μm |
| Contraste                    | Muy Alto           | Bajo                             | Alto                                             | Alto                        | Moderado                        |
| Penetración                  | N/A                | 10 μm-300 μm                     | 100-1000 μm                                      | 100-1000 μm                 | Up to 2–3 mm                    |
| Costo de la pila de imágenes | Alto               | Bajo                             | Bajo                                             | Bajo                        | Bajo                            |
| Fijación                     |                    | Requerido                        | No requerido                                     | No requerido                | No requerido                    |
| Incrustar                    | Requerido          | Requerido                        | No requerido                                     | No requerido                | No requerido                    |
| Tinción                      | Requerido          | No requerido                     | No requerido                                     | No requerido                | No requerido                    |
| Costo                        | Bajo               | Moderado a alto                  | Alto                                             | Alto                        | Moderado                        |

## Trastornos
Los trastornos de los tejidos blandos son afecciones médicas que afectan a los tejidos blandos.
A menudo, las lesiones de tejidos blandos son algunas de las más crónicamente dolorosas y difíciles de tratar porque es muy difícil ver qué sucede debajo de la piel con los tejidos conectivos blandos, la fascia, las articulaciones, los músculos y los tendones.
Los especialistas musculoesqueléticos, los terapeutas manuales y los fisiólogos y neurólogos neuromusculares se especializan en el tratamiento de lesiones y dolencias en las áreas de tejidos blandos del cuerpo. Estos médicos especializados a menudo desarrollan formas innovadoras de manipular los tejidos blandos para acelerar la curación natural y aliviar el misterioso dolor que a menudo acompaña a las lesiones de los tejidos blandos. Esta área de especialización se conoce como terapia de tejidos blandos y se está expandiendo rápidamente a medida que la tecnología continúa mejorando la capacidad de estos especialistas para identificar áreas problemáticas más rápidamente.
Un nuevo método prometedor para tratar heridas y lesiones de tejidos blandos es a través del factor de crecimiento plaquetario (PGF).
Existe una estrecha superposición entre el término "trastorno de los tejidos blandos" y el reumatismo. A veces, el término "trastornos reumáticos de tejidos blandos" se utiliza para describir estas afecciones.